# 강대원
강대원(姜大元, 1931년 5월 4일~1992년 5월 13일)은 대한민국의 반도체 물리학자이다.

## 학력
- 1955 서울대학교 문리과대학 이학사(물리학)
- 1956 미국 오하이오주립대학 대학원 이학석사(물리학)
- 1959 미국 오하이오주립대학 대학원 이학박사(물리학)

## 주요경력
- 1959 ~ 1988 미국 벨전화연구소 연구원
- 1988 ~ 1992 미국 NEC연구소 초대 소장
- 1988 국제전기전자공학자협회(IEEE) 펠로우
- 한국물리학회 종신회원, LG전자 고문

## 생애 및 업적
서울에서 출생했으며, 한국전쟁 기간중에 통역장교로 해병대 복무를 마치고 복학하여 1955년에 서울대학교 물리학과를 졸업하였다. 오하이오 주립대학교 전자공학과에서 1956년에 석사 및 1959년에 박사학위를 받았다. 오하이오 주립대학교에서는 성장중인 산화층을 통과하여 실리콘에 불순물을 확산시키는 연구를 하였다. 1959년부터 벨 연구소에서 근무하였으며, 여기서 1960년에 마틴 아탈라(Martin Mohammed John Atalla)와 공동으로 금속-산화층-반도체 전계효과 트랜지스터 (MOSFET)을 최초로 개발하였고, 결정성 실리콘 기판에 설치된 강한 전기장 전자 장치(hot electron device)에서 불순물 주입을 연구하였다. 이전의 트랜지스터(BJT)는 전력소비가 많고 제조가 까다로워 집적화와 대량양산에 근본적인 한계가 있었다. 하지만, 새로운 반도체로 전력소모가 적고 소자를 작게 만들 수 있는 집적회로용 모스펫을 개발했다. 이후 반도체는 이 원천 기술에 바탕하여 대량생산이 가능한 거대 산업으로 성장하게 되었다. 현재 컴퓨터와 휴대폰을 위시하여 산업적으로 널리 사용되고 있는 CPU, D램 등은 그 후속 결과물이다.
1964년부터는 연구팀을 이끌었는데, 여기서는 고주파 쇼트키 다이오드, 강유전성 반도체, 전하와 결합된 발광물질 등을 연구하였다.
1967년에는 부상 갑문형 비휘발성 반도체 기억장치 (Floating Gate non-volatile semiconductor memory)를 최초로 개발하였다. 그동안 개발된 반도체는 전원이 갑자기 꺼질 경우 데이터가 사라지는 문제를 지니고 있었다. 모스펫 위에 산화물 박막과 게이트를 교차해서 쌓아놓은 형태의 메모리용 플로팅 게이트 기술을 개발해 전원이 끊겨도 저장능력을 지닌 반도체를 개발할 기술적 토대를 마련했다. 이 기술은 향후 플래시메모리, EP롬, EEP롬 등 대용량 기억저장매체에 활용되어 전자통신산업 발전에 크게 기여하게 되었다.
이러한 성과를 담은 3권의 학술저서와 35편의 연구논문, 그리고 22건의 특허등록은 그의 주요 업적이다. 특히 1963년에 획득한 모스펫 특허와 1967년에 발표한 플로팅 게이트 논문은 가장 뛰어난 성취로 여겨지며 지금도 많이 인용되고 있다.
1975년에 탁월한 과학기술자에게 수여되는 플랭클린연구소의 밸런타인(Stuart Ballantine) 메달을 받았다. 2009년에는 트랜지스터 발명 60주년을 맞아 미국 특허청에서 운영하는 발명가명예의전당에 헌액되어 기념비적 인물로 인정을 받았다. 지금까지 이 명예의전당에 오른 562명(2018년)의 세계 유수의 발명가들 중 유일한 한국인이다.
1988년에 벨 연구소를 은퇴하고 곧이어 미국 뉴저지주에 설립된 NEC연구소의 초대소장으로 부임하였다. 1992년 5월 13일 학술대회를 마치고 집으로 돌아오던중 뉴저지 인근 공항에서 대동맥 동맥류(動脈瘤, aneurysm) 파열로 쓰러져 응급수술을 받은 후 합병증으로 사망하였다. 그와 부인 강영희 사이에 다섯 명의 자를들 두었다.
미국 전기전자공학회(IEEE), 한국물리학회 종신회원을 지냈으며, 1975년에는 프랭클린 연구소에서 물리분야에 수여하는 스튜어트 밸런타인 메달, 1986년에는 오하이오 주립대학교 공과대학 '자랑스런 졸업생상(Distinguished Alumni Awards)'을 수상하였다. 수십편의 논문과 몇 권의 책을 저술하였으며 수십편의 미국 특허를 얻었다. MOSFET을 최초로 개발한 공로로 2009년에 미국 상무부 산하 특허청의 발명가 명예의 전당(National Inventors Hall of Fame)에 올랐다.

## 상훈
- 1975 플랭클린연구소 스튜어트 밸런타인 메달 수상
- 1986 미국 오하이오주립대학 공과대학 자랑스런 동문상 수상
- 2009 미국 특허청 산하 발명가명예의전당 헌액
- 2017 한국반도체학술대회 강대원상 제정

## 참고 자료
- 대한민국 과학기술유공자 홈페이지  보관됨 2021-10-29 - 웨이백 머신